# Thomas Ford (martyr)
Pour les articles homonymes, voir Thomas Ford.
Thomas Ford, né dans le comté de Devonshire à une date et dans un lieu qui nous est inconnu mort le 28 mai 1582 à Tyburn, est un prêtre catholique anglais, exécuté sous le règne d'Élisabeth Ire. 

## Biographie
Peu d'informations existent sur la vie de Thomas Ford. Formé au Trinity College, à Oxford, il obtient un Master of Arts en 1567. Converti au catholicisme dans des circonstances qui nous restent inconnues il décide en 1570 de rejoindre le continent afin de recevoir l'ordination. Il est inscrit au collège anglais de Douai. Il est ordonné prêtre en 1573 à Bruxelles. Il choisit de parfaire sa formation théologique à Douai pendant trois années supplémentaires avant de rejoindre en mai 1576 l'Angleterre. Il se cache dans le Berkshire où il exerce pendant 5 ans son ministère. Il est aumônier privé d'un dénommé James Braybrooke qui vit dans le village de Sutton Courtenay. Il accompagne aussi un reste de religieuses Bridgettines qui vivaient "cachées" dans le village de Lyford. Au bout de ces cinq années il est néanmoins arrêté en même temps qu'Edmond Campion dont il était proche et conduit à la prison de la Tour de Londres où il subit quantité de sévices.
En novembre 1581 son procès débute. Il est accusé de conspirer contre la monarchie. Son principal crime est en fait d'avoir été ordonné prêtre catholique sur le continent, crime qui deviendra avec le temps passible de la peine de mort. Avec lui sont jugés deux autres prêtres à savoir John Shert et Robert Johnson. Tous les trois sont comdamnés à mort. Ils sont décapités quelques mois après leurs condamnations. 

## Vénération
Compté dans le groupe des Cinquante-quatre martyrs anglais, il est béatifié en 1886 par le pape Léon XIII.